# 1.ᵉʳ distrito congresional de Carolina del Sur
El 1.ᵉʳ distrito congresional es un distrito congresional que elige a un Representante para la Cámara de Representantes de los Estados Unidos por el estado de Carolina del Sur.  Según la Oficina del Censo, en 2011 el distrito tenía una población de 842 587 habitantes. Actualmente el distrito se encuentra vacante.

## Geografía
El 1.ᵉʳ distrito congresional se encuentra ubicado en las coordenadas 32°42′51″N 80°9′38″O / 32.71417, -80.16056.

## Demografía
Según la Oficina del Censo de los Estados Unidos, en 2011 había 842 587 personas residiendo en el 1.ᵉʳ distrito congresional. De los 842 587 habitantes, el distrito estaba compuesto por 633 532 (75.2 %) blancos; de esos, 621 540 (73.8 %) eran blancos no latinos o hispanos. Además, 169 372 (20.1 %) eran afroamericanos o negros, 3 469 (0.4 %) eran nativos de Alaska o amerindios, 13 187 (1.6 %) eran asiáticos, 613 (0.1 %) eran nativos de Hawái o isleños del Pacífico, 20 247 (2.4 %) eran de otras razas y 14 159 (1.7 %) pertenecían a dos o más razas. Del total de la población 46 385 (5.5 %) eran hispanos o latinos de cualquier raza; 28 225 (3.3 %) eran de ascendencia mexicana, 5797 (0.7 %) puertorriqueña y 1111 (0.1 %) cubana. Además del inglés, 1491 (4.5 %) personas mayor a cinco años de edad hablaban español perfectamente.
El número total de hogares en el distrito era de 335 712, y el 65,6 % eran familias en la cual el 27,5 % tenían menores de 18 años de edad viviendo con ellos. De todas las familias viviendo en el distrito, solamente el 48,8 % eran matrimonios. Del total de hogares en el distrito, el 4,8 % eran parejas que no estaban casadas, mientras que el 0,5 % eran parejas del mismo sexo. El promedio de personas por hogar era de 2,47. 
En 2011 los ingresos medios por hogar en el distrito congresional eran de 48 172 $, y los ingresos medios por familia eran de 72 149 $. Los hogares que no formaban una familia tenían unos ingresos de 120 800 $. El salario promedio de tiempo completo para los hombres era de 41 691 $ frente a los 31 877 $ para las mujeres. La renta per cápita para el distrito era de 25 316 $. Alrededor del 12,2 % de la población estaban por debajo del umbral de pobreza.